# Distrito de Kisvárda
El distrito de Kisvárda (húngaro: Kisvárdai járás) es un distrito húngaro perteneciente al condado de Szabolcs-Szatmár-Bereg.
En 2013 tiene 57 050 habitantes. Su capital es Kisvárda.

## Municipios
El distrito tiene 3 ciudades (en negrita) y 20 pueblos
(población a 1 de enero de 2013):
- Ajak (3785)
- Anarcs (1910)
- Döge (2206)
- Dombrád (4070)
- Fényeslitke (2516)
- Gyulaháza (1939)
- Jéke (729)
- Kékcse (1546)
- Kisvárda (16 888) – la capital
- Lövőpetri (467)
- Mezőladány (1086)
- Nyírkarász (2371)
- Nyírlövő (676)
- Nyírtass (2063)
- Pap (1839)
- Pátroha (2905)
- Rétközberencs (1105)
- Szabolcsbáka (1199)
- Szabolcsveresmart (1728)
- Tiszakanyár (1599)
- Tornyospálca (2655)
- Újdombrád (742)
- Újkenéz (1026)